# Konstantin Nikolajevič de Lazari
Konstantin Nikolajevič de Lazari (5. března 1869, Kremenčuk – 1. listopadu 1930, Lodž (Polsko) byl ruský fotograf působící na konci 19. a na počátku 20. století.

## Původ
Rod de Lazari pochází od Dmitriosa de Lazari – rodáka z řeckého ostrova Zante, který vstoupil do služby Kateřiny II v roce 1780; za odměnu mu byly uděleny pozemky v Karasubazaru na Krymu. Dědeček Konstantina Nikolajeviče bojoval v ruské armádě ve vlastenecké válce roku 1812.
Konstantin Nikolajevič byl bratr podplukovníka Alexandera, otec filosofky Ilji de Lazari-Pavlovské a dědeček politologa Andrzeje de Lazari.

## Životopis
Konstantin de Lazari studoval u Polockého kadetního sboru, pak na chlapeckém gymnáziu v Radomu (Polsko) a na Elisavetgradském kavalerijském učilišti.
V letech 1889–1892 sloužil v Maloruském 40. dragůnském pluku. V roce 1892 odešel do důchodu, stal se důstojníkem a vášnivě se začal zabývat fotografováním.
Jako hlava lepsinského újezdu Semirečenské oblasti a účast na sčítání lidu v Rusku v roce 1897 věnoval stovky svých děl do muzea antropologie a etnografie Kunstkamera z cest kočovného života Kazachů a Kyrgyzů, kde jsou v muzeu stále (2020) uloženy. O jeho zásluhách pro Kunstkameru píše V. A. Priščepov: „Sbírku K. N. de Lazariho v muzeu očekávali netrpělivě a vděčně.“
Constantine de Lazari hodně cestoval. Jeho fotografie pocházejí z Ruska, Itálie, Švýcarska, Holandska a dalších zemí. Jsou uložené v Lodžském muzeu kinematografie.
Od roku 1899 do roku 1915 působil na území Polska (světový prostředník a komisař pro rolnické záležitosti v Novoradomsku a Lublinu). Během první světové války byl asistentem Alexandra Gučkova, hlavního komisaře Červeného kříže 2. armády.
V roce 1921 emigroval do Polska a získal polské občanství. Byl pohřben na Starém hřbitově v Lodži.

## Výstavy
- STARE ZDJĘCIA[3], 2006, Lodž, Polsko.
- Киргизы и казахи конца XIX века[4], 2006, Lodž, Polsko.
- Степи Великой отраженье…[5], 2009, Astana.
- Kazachstán. Včera a dnes.[6], 2011, Öskemen.